# Mistrovství světa silničních motocyklů 2021
Mistrovství světa silničních motocyklů 2021 bylo 73. sezonou Mistrovství světa silničních motocyklů (F.I.M.), běžně označovaného jako MotoGP. Jeho součástí jsou tradičně kategorie Moto3, Moto2 a MotoGP, potřetí se pojede také světový pohár elektromotocyklů MotoE, a to o vybraných závodních víkendech.
První závod se uskutečnil 28. března, a to tradičně v Kataru, sezonu po loňské výjimce zakončila tradičně Velká cena Valencie 14. listopadu.

## Kalendář Mistrovství světa

### Tabulka – kalendář 2021
| pořadí | datum         | název Grand Prix                                         | okruh                                                        | země                   | poznámka        |
| ------ | ------------- | -------------------------------------------------------- | ------------------------------------------------------------ | ---------------------- | --------------- |
| 01     | 28. března    | Barwa Grand Prix of Qatar                                | Losail International Circuit (Doha)                          | Katar                  | večerní závod   |
| 02     | 4. dubna      | TISSOT Grand Prix of Doha¹                               | Losail International Circuit (Doha)                          | Dauhá                  | večerní závod   |
| 03     | 18. dubna     | Grande Prémio 888 de Portugal²                           | Autódromo Internacional do Algarve (Portimão)                | Portugalsko            |                 |
| 04     | 2. května     | Gran Premio Red Bull de España                           | Circuito de Jerez – Angel Nieto (Jerez de la Frontera)       | Španělsko              | závod MotoE     |
| 05     | 16. května    | SHARK Grand Prix de France                               | Circuit Bugatti (Le Mans)                                    | Francie                | závod MotoE     |
| 06     | 30. května    | Gran Premio d'Italia Oakley                              | Autodromo Internazionale del Mugello (Scarperie e San Piero) | Itálie                 |                 |
| 07     | 6. června     | Gran Premi Monster Energy de Catalunya                   | Circuit de Barcelona-Catalunya (Montmeló)                    | Katalánsko             | závod MotoE     |
| 08     | 20. června    | Liqui Moly Motorrad Grand Prix Deutschland               | Sachsenring (Hohenstein-Ernstthal)                           | Německo                |                 |
| 09     | 27. června    | Motul TT Assen                                           | TT Circuit Assen (Assen)                                     | Nizozemsko             | závod MotoE     |
| 10     | 8. srpna      | Michelin® Grand Prix of Styria³                          | Red Bull Ring (Spielberg)                                    | Štýrsko                | GP nově přidána |
| 11     | 15. srpna     | Bitci Motorrad Grand Prix von Österreich                 | Red Bull Ring (Spielberg)                                    | Rakousko               | závod MotoE     |
| 12     | 29. srpna     | Monster Energy British Grand Prix                        | Silverstone Circuit (Silverstone)                            | Spojené království     |                 |
| 13     | 12. září      | Gran Premio TISSOT de Aragón                             | MotorLand Aragón (Alcañiz)                                   | Aragonie               |                 |
| 14     | 19. září      | Gran Premio Octo di San Marino e della Riviera di Rimini | Misano World Circuit Marco Simoncelli (Misano Adriatico)     | Emilia-Romagna         | 2 závody MotoE  |
| 15     | 3. října      | Red Bull Grand Prix of the Americas                      | Circuit of the Americas (Austin)                             | Spojené státy americké | GP přesunuta    |
| 16     | 24. října     | GP Nolan del Made in Italy e dell'Emilia-Romagna⁴        | Misano World Circuit Marco Simoncelli (Misano Adriatico)     | Emilia-Romagna         | GP nově přidána |
| 17     | 7. listopadu  | Grande Prémio Brembo do Algarve⁵                         | Autódromo Internacional do Algarve (Portimão)                | Algarve                | GP nově přidána |
| 18     | 14. listopadu | Gran Premio Motul de la Comunitat Valenciana             | Circuit Ricardo Tormo (Valencia)                             | Valencie               |                 |

¹ náhrada za GP Argentiny
² náhrada za GP USA
³ náhrada za GP Finska
⁴ náhrada za GP Malajsie
⁵ náhrada za GP Austrálie

### Zrušené Velké ceny
| pořadí | datum        | název Grand Prix                          | okruh                                               | země      | poznámka   |
| ------ | ------------ | ----------------------------------------- | --------------------------------------------------- | --------- | ---------- |
| ?      | 11. dubna    | Gran Premio de la República Argentina     | Autodrómo Termas de Río Hondo (Termas de Río Hondo) | Argentina | GP zrušena |
| ×      | 11. července | Grand Prix of Finland                     | KymiRing (Iitti)                                    | Finsko    | GP zrušena |
| ×      | 3. října     | Motul Grand Prix of Japan                 | Twin Ring Motegi (Motegi)                           | Japonsko  | GP zrušena |
| ×      | 24. října    | Red Bull Australian Motorcycle Grand Prix | Phillip Island (Ventnor)                            | Austrálie | GP zrušena |
| ×      | 17. října    | OR Thailand Grand Prix                    | Chang International Circuit (Buriram)               | Thajsko   | GP zrušena |
| ×      | 24. října    | Malaysia Motorcycle Grand Prix            | Sepang International Circuit (Sepang)               | Malajsie  | GP zrušena |

## Změny kalendáře
Velká cena České republiky v kalendáři 2021 nefiguruje. Promotér šampionátu, společnost Dorna, podmínil konání ročníku 2021 vytvořením nového povrchu na Masarykově okruhu v Brně, který byl již vyhodnocen jako nevyhovující (poslední změna povrchu proběhla v roce 2008). Okruh vlastní soukromá společnost, která na opravu nemá peníze (jiné zahraničí okruhy spoluvlastní města a kraje). Finanční příspěvek na opravu dráhy odmítlo jak město Brno, tak Jihomoravský kraj i Ministerstvo pro místní rozvoj. Dojde tak k přetržení od roku 1987 trvající tradice, kdy se jako součást mistrovství světa v Brně závodilo.

### Změny kalendáře v reakci na vývoj pandemie
Navzdory koronavirové zkušenosti z roku 2020 byl prvotní nástin kalendáře koncipován podobně jako v letech před nástupem pandemie onemocnění SARS-CoV-2. V plánu je celkem 20 zastávek, což by byl nejvyšší počet závodních víkendů v historii MotoGP. 19 závodů má stanoven termín, na termín GP Indonésie se čeká a bude určen podle vývoje pandemie.
Dne 22. ledna došlo k první změně provizorního kalendáře, když bylo rozhodnuto, že v Kataru se pojede nikoliv jednou, ale hned dvakrát, a to s týdenním rozestupem (28. března jako GP Kataru, resp. 4. dubna jako GP Dauhá) a třetí zastávkou seriálu bude Portugalská Grand Prix na okruhu v Portimãu.
Současně bylo rozhodnuto o odkladu dvou Velkých cen na americkém kontinentě (GP Argentiny a GP USA), a to na neurčito.
Finská Grand Prix měla být znovu součástí kalendáře MS po 38leté absenci, závodit se mělo na novém okruhu KymiRing v provincii Päijät-Häme. Původně se měla jet již v roce 2020, i letos byla ovšem opět o rok odložena, a to z důvodu koronavirové pandemie a obtíží s cestováním do Finska. Jako náhrada byla do kalendáře přidána Velká cena Štýrska, která se tak po loňské premiéře pojede podruhé v historii MotoGP. Oproti loňsku bude ovšem GP Rakouska o týden předcházet. Rakouský Red Bull Ring bude tak po okruhu v Losailu druhým v letošní sezoně, který bude hostit 2 závody s týdenním rozestupem.
23. června byla oznámena další změna kalendáře.
- Japonská GP byla zrušena pro nejistotu, zda bude možné ji v plánovaném termínu uskutečnit.
- V termínu původně vyhrazeném pro GP Japonska se pojede odložená Grand Prix of the Americas, jejíž původní termín byl 18. duben.
- Thajská GP byla posunuta o týden, a to z 10. na 17. října 2021.

6. července byla oznámena další změna kalendáře.
- Australská GP byla zrušena pro nejistotu, zda ji bude možné v plánovaném termínu uskutečnit.
- Malajská GP se pojede o týden dříve, než bylo původně plánováno, a sice 24. října.
- Na 7. listopadu byla jako náhrada za GP Austrálie do kalendáře přidána GP Algarve, což znamená, že na okruhu v portugalském Portimãu se pojede v této sezoně dvakrát.

21. července bylo oznámeno zrušení thajské GP z důvodu nejistoty ohledně možnosti jejího konání v souvislosti s koronavirovou pandemií. O tom, zda bude nahrazena jiným podnikem, se jedná.
19. srpna bylo oznámeno zrušení malajské GP z důvodu nejistoty ohledně možnosti jejího konání v souvislosti s koronavirovou pandemií. Nahrazena bude GP provincie Emilia Romagna.
12. září bylo oznámeno zrušení z jara odložené GP Argentiny, a to z důvodu vyšší moci (požár, Covid-19). Byl také oznámen název druhé Grand Prix na okruhu v Misanu. Šlo zároveň o poslední změnu v kalendáři a potvrzení toho, že letošní sezona bude sestávat z 18 závodů.

## Jezdci a týmy

### Jezdecké změny
- Andrea Dovizioso po skončení spolupráce s tovární Ducati oznámil přerušení kariéry pro rok 2021 s možností návratu v sezoně 2022.
- Danilo Petrucci odchází od tovární Ducati ke KTM do týmu Tech3.
- Johann Zarco přechází z týmu Esponsorama Racing do týmu Pramac Racing.
- Andrea Iannone nebude součástí MotoGP – po jeho odvolání v dopingové aféře mu byl trest prodloužen na 4 roky a jeho kariéra v MotoGP tak skončila. V roce 2020 jej nahrazoval Bradley Smith a Lorenzo Savadori.
- Druhé místo u Aprilie obsadí Lorenzo Savadori, Bradley Smith bude testovacím jezdcem Aprilie.
- Álex Marquez přechází z továrního týmu Repsol Honda k satelitnímu týmu LCR Honda.
- Pol Espargaró přechází z továrního týmu KTM do týmu Repsol Honda.
- Jack Miller a Francesco Bagnaia přestupují z týmu Pramac Racing do týmu tovární Ducati.
- Fabio Quartararo přechází ze satelitního týmu Petronas Yamaha SRT do týmu tovární Yamahy.
- Valentino Rossi přechází z týmu tovární Yamahy k satelitnímu týmu Petronas Yamaha SRT.
- Miguel Oliveira přechází ze satelitního týmu KTM Tech3 do týmu tovární KTM.
- Cal Crutchlow končí u týmu LCR Honda Castrol a odchází z MotoGP. Stane se testovacím jezdcem Yamahy.
- Z kategorie Moto2 postupuje do MotoGP Jorge Martín. Závodit bude na Ducati u satelitního týmu Pramac Racing.
- Z kategorie Moto2 postupuje do MotoGP Luca Marini. Závodit bude na Ducati u satelitního týmu Esponsorama SKY Racing Team VR46. Díky tomu na startovním roštu budou stát hned tři bratrské dvojice: Luca Marini a Valentino Rossi, Marc Márquez a Álex Márquez a Aleix Espargaró a Pol Espargaró.
- Z kategorie Moto2 postupuje do MotoGP Enea Bastianini. Závodit bude na Ducati u satelitního týmu Esponsorama Racing.
- Tito Rabat opouští tým Esponsorama Racing, ze kterého byl přes podepsanou smlouvu na rok 2021 vyhozen. Pro rok 2021 přichází do WSBK, kde pojede za tým Barni Racing na stroji Ducati Panigale V4 R.

### Tabulka – jezdci a týmy 2021
| Legenda                 | Legenda       |
| ----------------------- | ------------- |
| regulární jezdec        |               |
| mistr světa 2020        |               |
| mistr světa 2021        |               |
| náhradní jezdec         |               |
| jezdec na divokou kartu |               |
| T                       | tovární tým   |
| S                       | satelitní tým |

| motocykl | tým       | tým                              | tým | typ motocyklu    | jezdci | jezdci                 | jezdci            | účast v závodech | počet         | počet              | počet     |
| motocykl | tým       | tým                              | tým | typ motocyklu    | jezdci | jezdci                 | jezdci            | účast v závodech | pole position | pódiových umístění | vítězství |
| -------- | --------- | -------------------------------- | --- | ---------------- | ------ | ---------------------- | ----------------- | ---------------- | ------------- | ------------------ | --------- |
| Aprilia  | Itálie    | Aprilia Racing Team Gresini      | T   | Aprilia RS-GP    | 41     | Španělsko              | Aleix Espargaró   | 1–18             |               | 1                  |           |
| Aprilia  | Itálie    | Aprilia Racing Team Gresini      | T   | Aprilia RS-GP    | 32     | Itálie                 | Lorenzo Savadori  | 1–10             |               |                    |           |
| Aprilia  | Itálie    | Aprilia Racing Team Gresini      | T   | Aprilia RS-GP    | 12     | Španělsko              | Maverick Viñales  | 13–14, 16–18     |               |                    |           |
| Ducati   | Itálie    | Ducati Team                      | T   | Desmosedici GP21 | 43     | Austrálie              | Jack Miller       | 1–18             |               | 5                  | 2         |
| Ducati   | Itálie    | Ducati Team                      | T   | Desmosedici GP21 | 63     | Itálie                 | Francesco Bagnaia | 1–18             | 6             | 9                  | 4         |
| Ducati   | Itálie    | Pramac Racing                    | S   | Desmosedici GP21 | 5      | Francie                | Johann Zarco      | 1–18             | 1             | 4                  |           |
| Ducati   | Itálie    | Pramac Racing                    | S   | Desmosedici GP21 | 89     | Španělsko              | Jorge Martín      | 1–2, 7–18        | 4             | 4                  | 1         |
| Ducati   | Itálie    | Pramac Racing                    | S   | Desmosedici GP21 | 53     | Španělsko              | Tito Rabat        | 4–5              |               |                    |           |
| Ducati   | Itálie    | Pramac Racing                    | S   | Desmosedici GP21 | 51     | Itálie                 | Michele Pirro     | 6, 14, 16        |               |                    |           |
| Ducati   | Španělsko | Esponsorama Racing               | S   | Desmosedici GP20 | 23     | Itálie                 | Enea Bastianini   | 1–18             |               | 2                  |           |
| Ducati   | Španělsko | Esponsorama SKY Racing Team VR46 | S   | Desmosedici GP20 | 10     | Itálie                 | Luca Marini       | 1–18             |               |                    |           |
| Honda    | Japonsko  | Repsol Honda                     | T   | Honda RC213V     | 44     | Španělsko              | Pol Espargaró     | 1–17             | 1             | 1                  |           |
| Honda    | Japonsko  | Repsol Honda                     | T   | Honda RC213V     | 93     | Španělsko              | Marc Márquez      | 3–16             |               | 4                  | 3         |
| Honda    | Japonsko  | Repsol Honda                     | T   | Honda RC213V     | 6      | Německo                | Stefan Bradl      | 1–2              |               |                    |           |
| Honda    | Japonsko  | Repsol Honda                     | T   | Honda RC213V     | 6      | Německo                | Stefan Bradl      | 4, 14, 17        |               |                    |           |
| Honda    | Monako    | LCR Honda Idemitsu               | S   | Honda RC213V     | 30     | Japonsko               | Takaaki Nakagami  | 1–18             |               |                    |           |
| Honda    | Monako    | LCR Honda                        | S   | Honda RC213V     | 73     | Španělsko              | Álex Márquez      | 1–18             |               |                    |           |
| KTM      | Rakousko  | Red Bull KTM Factory Racing      | T   | RC16             | 33     | Jižní Afrika           | Brad Binder       | 1–18             |               | 1                  | 1         |
| KTM      | Rakousko  | Red Bull KTM Factory Racing      | T   | RC16             | 88     | Portugalsko            | Miguel Oliveira   | 1–18             |               | 3                  | 1         |
| KTM      | Rakousko  | Red Bull KTM Factory Racing      | T   | RC16             | 26     | Španělsko              | Dani Pedrosa      | 10               |               |                    |           |
| KTM      | Francie   | Red Bull KTM Tech3               | S   | RC16             | 9      | Itálie                 | Danilo Petrucci   | 1–18             |               |                    |           |
| KTM      | Francie   | Red Bull KTM Tech3               | S   | RC16             | 27     | Španělsko              | Iker Lecuona      | 1–18             |               |                    |           |
| Suzuki   | Japonsko  | Team Suzuki Ecstar               | T   | GSX-RR           | 36     | Španělsko              | Joan Mir          | 1–18             |               | 6                  |           |
| Suzuki   | Japonsko  | Team Suzuki Ecstar               | T   | GSX-RR           | 42     | Španělsko              | Álex Rins         | 1–6, 8–18        |               | 1                  |           |
| Yamaha   | Japonsko  | Monster Energy Yamaha MotoGP     | T   | YZR-M1           | 12     | Španělsko              | Maverick Viñales  | 1–10             | 1             | 2                  | 1         |
| Yamaha   | Japonsko  | Monster Energy Yamaha MotoGP     | T   | YZR-M1           | 20     | Francie                | Fabio Quartararo  | 1–18             | 5             | 10                 | 5         |
| Yamaha   | Japonsko  | Monster Energy Yamaha MotoGP     | T   | YZR-M1           | 21     | Itálie                 | Franco Morbidelli | 14–18            |               |                    |           |
| Yamaha   | Japonsko  | Monster Energy Yamaha MotoGP     | T   | YZR-M1           | 35     | Spojené království     | Cal Crutchlow     | 12–13            |               |                    |           |
| Yamaha   | Malajsie  | Petronas Yamaha SRT              | S   | YZR-M1           | 04     | Itálie                 | Andrea Dovizioso  | 14–18            |               |                    |           |
| Yamaha   | Malajsie  | Petronas Yamaha SRT              | S   | YZR-M1           | 21     | Itálie                 | Franco Morbidelli | 1–8              |               | 1                  |           |
| Yamaha   | Malajsie  | Petronas Yamaha SRT              | S   | YZR-M1           | 46     | Itálie                 | Valentino Rossi   | 1–18             |               |                    |           |
| Yamaha   | Malajsie  | Petronas Yamaha SRT              | S   | YZR-M1           | 31     | Spojené státy americké | Garrett Gerloff   | 9                |               |                    |           |
| Yamaha   | Malajsie  | Petronas Yamaha SRT              | S   | YZR-M1           | 35     | Spojené království     | Cal Crutchlow     | 10–11            |               |                    |           |
| Yamaha   | Malajsie  | Petronas Yamaha SRT              | S   | YZR-M1           | 96     | Spojené království     | Jake Dixon        | 12–13            |               |                    |           |

## České zastoupení
Jediným zástupcem České republiky je pro rok 2021 v Mistrovství světa silničních motocyklů Filip Salač. Jde o jeho třetí celou sezonu v Moto3. Na rok 2021 měl podepsanou smlouvu s týmem VNE Snipers Team na motocyklu Honda, ve kterém strávil i sezonu 2020. Po závodu v Německu ale došlo k rozvázání spolupráce mezi jezdcem a týmem. V týmu Snipers jej nahradil na zbytek sezony Ital Alberto Surra. Salač následně vynechal GP Nizozemska a oznámil návrat k týmu PrüstelGP, ve kterém strávil začátek své kariéry v kategorii Moto3. Po zbytek sezony tak bude závodit na stroji KTM. V týmu PrüstelGP nahradí zesnulého Jasona Dupasquiera, a to po konsultaci s Dupasquierovou rodinou. Salač také oznámil, že jedná o tom, aby v roce 2022 startoval v kategorii Moto2.

## Divácké restrikce
Kvůli koronavirové pandemii byl počet diváků v rámci GP Kataru limitován na 1 500, podle vyjádření katarského ministra zdravotnictví ale diváci nedodržovali předepsaná opatření a pro GP Dauhá byla jejich přítomnost zcela vyloučena. Bez diváků se odjela rovněž GP Portugalska, GP Španělska, GP Francie, GP Katalánska a GP Německa. Při GP Nizozemska byl stanovet limit návštěvníků na 11 500. Při GP Štýrska a GP Rakouska nebude zavedena žádná restrikce ohledně počtu diváků.

## Tabulky vítězů

#### Legenda barev k tabulkám vítězů
| výsledek                          |
| --------------------------------- |
| vítězství                         |
| 2. místo                          |
| 3. místo                          |
| bodované umístění (4.–15. místo)  |
| nebodované umístění (16. a horší) |
| neklasifikován (NC)               |
| nedokončil (DNF)                  |
| odstoupil (Ret.)                  |
| nestartoval (DNS)                 |
| diskvalifikován (DSQ)             |

### Moto3
Seznam jezdců na pódiových umístěních v kategorii Moto3 Archivováno 21. 8. 2020 na Wayback Machine.
| Grand Prix | Grand Prix             | Vítězství | Vítězství      | 2. místo     | 2. místo          | 3. místo           | 3. místo          | Filip Salač |
| ---------- | ---------------------- | --------- | -------------- | ------------ | ----------------- | ------------------ | ----------------- | ----------- |
| 01         | Katar                  | Španělsko | Jaume Masiá    | Španělsko    | Pedro Acosta      | Jižní Afrika       | Darryn Binder     | 13. místo   |
| 02         | Dauhá                  | Španělsko | Pedro Acosta   | Jižní Afrika | Darryn Binder     | Itálie             | Niccolò Antonelli | DNF         |
| 03         | Portugalsko            | Španělsko | Pedro Acosta   | Itálie       | Dennis Foggia     | Itálie             | Andrea Migno      | 13. místo   |
| 04         | Španělsko              | Španělsko | Pedro Acosta   | Itálie       | Romano Fenati     | Španělsko          | Jeremy Alcoba     | 12. místo   |
| 05         | Francie                | Španělsko | Sergio García  | Česko        | Filip Salač       | Itálie             | Riccardo Rossi    | 2. místo    |
| 06         | Itálie                 | Itálie    | Dennis Foggia  | Španělsko    | Jaume Masiá       | Argentina          | Gabriel Rodrigo   | 11. místo   |
| 07         | Katalánsko             | Španělsko | Sergio García  | Španělsko    | Jeremy Alcoba     | Turecko            | Deniz Öncü        | Ret.        |
| 08         | Německo                | Španělsko | Pedro Acosta   | Japonsko     | Kaito Toba        | Itálie             | Dennis Foggia     | Ret.        |
| 09         | Nizozemsko             | Itálie    | Dennis Foggia  | Španělsko    | Sergio García     | Itálie             | Romano Fenati     | DNS         |
| 10         | Štýrsko                | Španělsko | Pedro Acosta   | Španělsko    | Sergio García     | Itálie             | Romano Fenati     | 11. místo   |
| 11         | Rakousko               | Španělsko | Sergio García  | Turecko      | Deniz Öncü        | Itálie             | Dennis Foggia     | 12. místo   |
| 12         | Spojené království     | Itálie    | Romano Fenati  | Itálie       | Niccolò Antonelli | Itálie             | Dennis Foggia     | 14. místo   |
| 13         | Aragonie               | Itálie    | Dennis Foggia  | Turecko      | Deniz Öncü        | Japonsko           | Ayumu Sasaki      | DNF         |
| 14         | San Marino             | Itálie    | Dennis Foggia  | Itálie       | Niccolò Antonelli | Itálie             | Andrea Migno      | Ret.        |
| 15         | Spojené státy americké | Španělsko | Izan Guevara   | Itálie       | Dennis Foggia     | Spojené království | John McPhee       | DNF         |
| 16         | Emilia-Romagna         | Itálie    | Dennis Foggia  | Španělsko    | Jaume Masiá       | Španělsko          | Pedro Acosta      | 10. místo   |
| 17         | Algarve                | Španělsko | Pedro Acosta   | Itálie       | Andrea Migno      | Itálie             | Niccolò Antonelli | 10. místo   |
| 18         | Valencie               | Španělsko | Xavier Artigas | Španělsko    | Sergio García     | Španělsko          | Jaume Masiá       | 4. místo    |
| Grand Prix | Grand Prix             | Vítězství | Vítězství      | 2. místo     | 2. místo          | 3. místo           | 3. místo          | Filip Salač |

### Moto2
Seznam jezdců na pódiových umístěních v kategorii Moto2 Archivováno 21. 8. 2020 na Wayback Machine.
| Grand Prix | Grand Prix             | Vítězství          | Vítězství             | 2. místo  | 2. místo              | 3. místo           | 3. místo              |
| ---------- | ---------------------- | ------------------ | --------------------- | --------- | --------------------- | ------------------ | --------------------- |
| 01         | Katar                  | Spojené království | Sam Lowes             | Austrálie | Remy Gardner          | Itálie             | Fabio Di Giannantonio |
| 02         | Dauhá                  | Spojené království | Sam Lowes             | Austrálie | Remy Gardner          | Španělsko          | Raúl Fernández        |
| 03         | Portugalsko            | Španělsko          | Raúl Fernández        | Španělsko | Arón Canet            | Austrálie          | Remy Gardner          |
| 04         | Španělsko              | Itálie             | Fabio Di Giannantonio | Itálie    | Marco Bezzecchi       | Spojené království | Sam Lowes             |
| 05         | Francie                | Španělsko          | Raúl Fernández        | Austrálie | Remy Gardner          | Itálie             | Marco Bezzecchi       |
| 06         | Itálie                 | Austrálie          | Remy Gardner          | Španělsko | Raúl Fernández        | Itálie             | Marco Bezzecchi       |
| 07         | Katalánsko             | Austrálie          | Remy Gardner          | Španělsko | Raúl Fernández        | Španělsko          | Xavi Vierge           |
| 08         | Německo                | Austrálie          | Remy Gardner          | Španělsko | Arón Canet            | Itálie             | Marco Bezzecchi       |
| 09         | Nizozemsko             | Španělsko          | Raúl Fernández        | Austrálie | Remy Gardner          | Španělsko          | Augusto Fernández     |
| 10         | Štýrsko                | Itálie             | Marco Bezzecchi       | Španělsko | Arón Canet            | Španělsko          | Augusto Fernández     |
| 11         | Rakousko               | Španělsko          | Raúl Fernández        | Japonsko  | Ai Ogura              | Španělsko          | Augusto Fernández     |
| 12         | Spojené království     | Austrálie          | Remy Gardner          | Itálie    | Marco Bezzecchi       | Španělsko          | Jorge Navarro         |
| 13         | Aragonie               | Španělsko          | Raúl Fernández        | Austrálie | Remy Gardner          | Španělsko          | Augusto Fernández     |
| 14         | San Marino             | Španělsko          | Raúl Fernández        | Austrálie | Remy Gardner          | Španělsko          | Arón Canet            |
| 15         | Spojené státy americké | Španělsko          | Raúl Fernández        | Itálie    | Fabio Di Giannantonio | Itálie             | Marco Bezzecchi       |
| 16         | Emilia-Romagna         | Spojené království | Sam Lowes             | Španělsko | Augusto Fernández     | Španělsko          | Arón Canet            |
| 17         | Algarve                | Austrálie          | Remy Gardner          | Španělsko | Raúl Fernández        | Spojené království | Sam Lowes             |
| 18         | Valencie               | Španělsko          | Raúl Fernández        | Itálie    | Fabio Di Giannantonio | Španělsko          | Augusto Fernández     |
| Grand Prix | Grand Prix             | Vítězství          | Vítězství             | 2. místo  | 2. místo              | 3. místo           | 3. místo              |

### MotoGP
Seznam jezdců na pódiových umístěních v kategorii MotoGP Archivováno 21. 8. 2020 na Wayback Machine.
| Grand Prix | Grand Prix             | Vítězství    | Vítězství         | 2. místo    | 2. místo          | 3. místo  | 3. místo          |
| ---------- | ---------------------- | ------------ | ----------------- | ----------- | ----------------- | --------- | ----------------- |
| 01         | Katar                  | Španělsko    | Maverick Viñales  | Francie     | Johann Zarco      | Itálie    | Francesco Bagnaia |
| 02         | Dauhá                  | Francie      | Fabio Quartararo  | Francie     | Johann Zarco      | Španělsko | Jorge Martín      |
| 03         | Portugalsko            | Francie      | Fabio Quartararo  | Itálie      | Francesco Bagnaia | Španělsko | Joan Mir          |
| 04         | Španělsko              | Austrálie    | Jack Miller       | Itálie      | Francesco Bagnaia | Itálie    | Franco Morbidelli |
| 05         | Francie                | Austrálie    | Jack Miller       | Francie     | Johann Zarco      | Francie   | Fabio Quartararo  |
| 06         | Itálie                 | Francie      | Fabio Quartararo  | Portugalsko | Miguel Oliveira   | Španělsko | Joan Mir          |
| 07         | Katalánsko             | Portugalsko  | Miguel Oliveira   | Francie     | Johann Zarco      | Austrálie | Jack Miller       |
| 08         | Německo                | Španělsko    | Marc Márquez      | Portugalsko | Miguel Oliveira   | Francie   | Fabio Quartararo  |
| 09         | Nizozemsko             | Francie      | Fabio Quartararo  | Španělsko   | Maverick Viñales  | Španělsko | Joan Mir          |
| 10         | Štýrsko                | Španělsko    | Jorge Martín      | Španělsko   | Joan Mir          | Francie   | Fabio Quartararo  |
| 11         | Rakousko               | Jižní Afrika | Brad Binder       | Itálie      | Francesco Bagnaia | Španělsko | Jorge Martín      |
| 12         | Spojené království     | Francie      | Fabio Quartararo  | Španělsko   | Álex Rins         | Španělsko | Aleix Espargaró   |
| 13         | Aragonie               | Itálie       | Francesco Bagnaia | Španělsko   | Marc Márquez      | Španělsko | Joan Mir          |
| 14         | San Marino             | Itálie       | Francesco Bagnaia | Francie     | Fabio Quartararo  | Itálie    | Enea Bastianini   |
| 15         | Spojené státy americké | Španělsko    | Marc Márquez      | Francie     | Fabio Quartararo  | Itálie    | Francesco Bagnaia |
| 16         | Emilia-Romagna         | Španělsko    | Marc Márquez      | Španělsko   | Pol Espargaró     | Itálie    | Enea Bastianini   |
| 17         | Algarve                | Itálie       | Francesco Bagnaia | Španělsko   | Joan Mir          | Austrálie | Jack Miller       |
| 18         | Valencie               | Itálie       | Francesco Bagnaia | Španělsko   | Jorge Martín      | Austrálie | Jack Miller       |
| Grand Prix | Grand Prix             | Vítězství    | Vítězství         | 2. místo    | 2. místo          | 3. místo  | 3. místo          |

### MotoE
Seznam jezdců na pódiových umístěních v kategorii světového poháru elektromotocyklů Archivováno 21. 8. 2020 na Wayback Machine.
| Grand Prix | Grand Prix | Grand Prix | Vítězství | Vítězství          | 2. místo  | 2. místo           | 3. místo  | 3. místo           |
| ---------- | ---------- | ---------- | --------- | ------------------ | --------- | ------------------ | --------- | ------------------ |
| 04         | Španělsko  | Španělsko  | Itálie    | Alessandro Zaccone | Švýcarsko | Dominique Aegerter | Španělsko | Jordi Torres       |
| 05         | Francie    | Francie    | Brazílie  | Eric Granado       | Itálie    | Mattia Casadei     | Itálie    | Alessandro Zaccone |
| 07         | Katalánsko | Katalánsko | Španělsko | Miquel Pons        | Švýcarsko | Dominique Aegerter | Španělsko | Jordi Torres       |
| 09         | Nizozemsko | Nizozemsko | Brazílie  | Eric Granado       | Španělsko | Jordi Torres       | Itálie    | Alessandro Zaccone |
| 11         | Rakousko   | Rakousko   | Německo   | Lukas Tulovic      | Brazílie  | Eric Grando        | Švýcarsko | Dominique Aegerter |
| 14         | San Marino | R1         | Španělsko | Jordi Torres       | Švýcarsko | Dominique Aegerter | Itálie    | Mattia Casadei     |
| 14         | San Marino | R2         | Itálie    | Matteo Ferrari     | Itálie    | Mattia Casadei     | Španělsko | Miquel Pons        |
| Grand Prix | Grand Prix |            | Vítězství | Vítězství          | 2. místo  | 2. místo           | 3. místo  | 3. místo           |

Pozn.: V rámci Velké ceny San Marina jsou na programu 2 závody MotoE (sobotní – R1 a nedělní – R2).

## Bodovací systém Mistrovství světa
První až patnáctý jezdec konečného pořadí každého závodu obdrží body, jejichž součet je primárním kritériem pro určení celkového pořadí šampionátu. Jezdec, který má na konci sezony nejvíce bodů, získá titul mistra světa silničních motocyklů příslušné kategorie. Nastane-li shoda bodů, rozhoduje vyšší počet lepších umístění v sezoně. Archivováno 1. 3. 2021 na Wayback Machine.
| umístění  | body |
| --------- | ---- |
| vítězství | 25   |
| 2. místo  | 20   |
| 3. místo  | 16   |
| 4. místo  | 13   |
| 5. místo  | 11   |
| 6. místo  | 10   |
| 7. místo  | 9    |
| 8. místo  | 8    |
| 9. místo  | 7    |
| 10. místo | 6    |
| 11. místo | 5    |
| 12. místo | 4    |
| 13. místo | 3    |
| 14. místo | 2    |
| 15. místo | 1    |

## Mistři světa 2021
Tabulky s předními třemi jezdci každé z kubatur podle počtu získaných bodů na konci sezony.

#### Výsledky kubatury Moto3
| Moto3               | nár.      | jméno         | body | body |
| ------------------- | --------- | ------------- | ---- | ---- |
| mistr světa         | Španělsko | Pedro Acosta  | 259  |      |
| vicemistr světa     | Itálie    | Dennis Foggia | 216  | –43  |
| II. vicemistr světa | Španělsko | Sergio García | 188  | –71  |

#### Výsledky kubatury Moto2
| Moto2               | nár.      | jméno           | body | body |
| ------------------- | --------- | --------------- | ---- | ---- |
| mistr světa         | Austrálie | Remy Gardner    | 311  |      |
| vicemistr světa     | Španělsko | Raúl Fernández  | 307  | –4   |
| II. vicemistr světa | Itálie    | Marco Bezzecchi | 214  | –97  |

#### Výsledky královské kubatury MotoGP
| MotoGP              | nár.      | jméno             | body | body |
| ------------------- | --------- | ----------------- | ---- | ---- |
| mistr světa         | Francie   | Fabio Quartararo  | 278  |      |
| vicemistr světa     | Itálie    | Francesco Bagnaia | 252  | –26  |
| II. vicemistr světa | Španělsko | Joan Mir          | 208  | –70  |

#### Výsledky Světového poháru elektromotocyklů MotoE
| MotoE    | nár.      | jméno              | body | body |
| -------- | --------- | ------------------ | ---- | ---- |
| 1. místo | Španělsko | Jordi Torres       | 97   |      |
| 2. místo | Švýcarsko | Dominique Aegerter | 89   | –8   |
| 3. místo | Itálie    | Alessandro Zaccone | 80   | –17  |

## Zajímavosti sezony 2021
- Francouz Johann Zarco (Pramac Racing / Ducati) při sobotním 4. volném tréninku v rámci Velké ceny Kataru kategorie MotoGP stanovil nový absolutní rychlostní rekord, když na cílové rovince se svým závodním speciálem jel rychlostí 362,4 km/h. Stal se tak prvním závodníkem v historii MotoGP, který překonal rychlost 360 km/h. Vylepšil tak dosavadní rychlostní rekord Andrey Doviziosa z 3. volného tréninku v rámci Velké ceny Itálie 2019 (356,7 km/h). Při GP Itálie na okruhu v Mugellu tento rekord ve 3. volném tréninku vyrovnal Brad Binder (Red Bull KTM Factory Racing / KTM), kdy mu byla změřena rychlost rovněž 362,4 km/h.
- Ve Velké ceně Dauhá získal Španěl Jorge Martín (Pramac Racing / Ducati) pole position pro závod teprve ve své druhé Grand Prix v kategorii MotoGP, čímž vyrovnal Marca Márqueze z roku 2013, kdy se mu s tovární Hondou podařilo totéž. Rekord drží Jorge Lorenzo, který si pole position vyjel hned při své první Velké ceně v MotoGP, konkrétně ve Velké ceně Kataru 2008.
- V závodě Moto3 v rámci GP Dauhá zvítězil ve svém teprve druhém závodě v kariéře v MS Španěl Pedro Acosta (Red Bull KTM Ajo / KTM), a to navíc poté, co startoval z boxové uličky kvůli penalizaci za pomalou jízdu v rychlé stopě v pátečním 2. volném tréninku. Zvítězit v závodu po startu z pitlane se přitom doposud nikomu nepodařilo.
- Johann Zarco (Pramac Racing / Ducati) se 2. místem v GP Dauhá stal prvním Francouzem, kterému se podařilo získat 50 pódiových umístění napříč všemi kategoriemi. Druhým je Christian Sarron s 37 pódii (závodil v letech 1976–1990).
- Poprvé od roku 1954 se stalo, aby dva Francouzi získali v královské kubatuře dvě pódiová umístění. Ve Velké ceně Dauhá se to podařilo Fabiu Quartararovi (Monster Energy Yamaha MotoGP / Yamaha) a Johannu Zarcovi (Pramac Racing / Ducati), když skončili na prvním, resp. druhém místě.
- Při VC Dauhá došlo k nejtěsnějšímu dojezdu prvních 15 jezdců v královské kubatuře, 1. Fabia Quartarara a 15. Miguela Oliveiru dělilo pouhých 8,928 sekundy.
- Pedro Acosta (Red Bull KTM Ajo / KTM) se stal teprve pátým jezdcem v 73leté historii Mistrovství světa, kterému se podařilo v prvních třech Velkých cenách své kariéry dojet třikrát na pódiovém umístění a z těchto pěti jezdců je Acosta tím nejmladším, kterému se toto podařilo.
- Filip Salač ve francouzské GP získal své první pódiové umístění v životě, když dojel na druhém místě a stal se tak devátým Čechem v historii, kterému se podařilo vystoupit na pódium.
- Jack Miller v GP Francie zvítězil po výjezdu do kačírku před výměnou motocyklů a dvojité long lap penalty poté, co při výměně motocyklů překročil rychlostní omezení na boxové uličce (60 km/h). Stal se tak prvním Australanem od roku 2012, který zvítězil ve 2 po sobě jdoucích Velkých cenách. Naposled se to podařilo Caseymu Stonerovi při GP Španělska a Portugalska.
- Ve druhé kvalifikaci kategorie Moto3 při Velké ceně Itálie utrpěl velmi těžký pád Švýcar Jason Dupasquier (Prüstel GP), když při výjezdu z 9. zatáčky (Arrabbiata 2) spadl přímo pod kola svým soupeřům. Jeremy Alcoba zasáhl jeho nohy, Ayumu Sasaki zasáhl jeho hlavu a trup. Dupasquier byl půl hodiny ošetřován přímo na trati, následně byl letecky transportován do nemocnice ve 30 km vzdálené Florencii, kde prodělal operaci. Tým Prüstel GP se rozhodl odstoupit z průběhu Velké ceny, stejné rozhodnutí učinil i jeho krajan a mentor Thomas Lüthi (Moto2). Dupasquier svým zraněním o den později, 30. května 2021, v nemocnici podlehl.  Zpráva byla oznámena 10 minut před startem závodu kategorie Moto2 a před startem závodu MotoGP z něj byla na startovním roštu držena minuta ticha.
- Fabio Quartararo (Monster Energy Yamaha MotoGP / Yamaha) se stal prvním jezdcem na Yamaze od roku 2010, kterému se podařilo vyhrát 5 po sobě jdoucích kvalifikací (POR, SPA, FRA, ITA, CAT). Archivováno 6. 6. 2021 na Wayback Machine. Naposled se to podařilo Jorge Lorenzovi (GBR, NED, CAT, GER, USA).
- Při GP Katalánska bylo přítomno před závodem MotoGP 19 352 diváků.
- Do programu GP Německa byla na páteční 17. hodinu a 30. minutu vložena ceremonie, při které bylo v kategorii Moto3 provždy vyňato číslo 50 Jasona Dupasquiera. Znamená to, že v budoucnu nebude moci pod tímto číslem v kategorii Moto3 startovat.
- Filip Salač v rámci německé GP poprvé zvítězil v kvalifikaci Moto3. Poté, co byl na jeho motocyklu před nedělním programu vyměněn motor, ale skončil v ranním warm-upu na posledním místě a ze závodu musel pro nedostatečný tah motoru odstoupit.
- Aleix Espargaró se 3. místem v kvalifikaci pro GP Německa MotoGP stal po 21 letech prvním jezdcem na Aprilii, kterému se podařilo zajet umístění v první řadě. Poslední první řadu pro Aprilii vyjel v kvalifikaci pro GP Austrálie v roce 2000 Brit Jeremy McWilliams.
- Remy Gardner (Red Bull KTM Ajo / KTM) se vítězstvím v GP Německa stal prvním Australanem v historii, který zvítězil ve třech po sobě jdoucích Velkých cenách ve střední třídě mistrovství světa. Navíc tímto vítězstvím vyhrál jubilejní 200. závod, který kategorie Moto2 jela.
- Marc Márquez po zranění pravé ruky a po celkem 581denní absenci (od Valencie 2019) dovedl Hondu na nejvyšší ze stupňů vítězů, když v rámci GP Německa zvítězil. Udržel tak neporaženost na okruhu Sachsenring, kde od roku 2010 vždy vyhrál, celkem tedy jedenáctkrát v řadě – 1× 125 cm³ (2010), 2× Moto2 (2011, 2012) a 8× MotoGP (2013–2019, 2021). (Pozn.: V roce 2020 se GP Německa kvůli koronavirové pandemii nepořádala). Delší sérii neporaženosti na jednom okruhu má v královské třídě jen Giacomo Agostini, který na okruhu ve finské Imatře zvítězil 9× za sebou, a sice v letech 1965–1973.
- Dne 5. srpna 2021 na zvláštní tiskové konferenci před GP Štýrska oznámil italský motocyklový závodník Valentino Rossi konec své kariéry jako profesionální motocyklový jezdec, a to po skončení sezony 2021. Během 26 let strávených v paddocku Mistrovství světa získal celkem devět titulů mistra světa (125 cm³ v roce 1997, 250 cm³ v roce 1999; 500 cm³/MotoGP v letech 2001–2005 a 2008–2009), šest titulů vicemistra světa a třikrát skončil v celkové klasifikaci na třetím místě. Do budoucna by se chtěl věnovat závodům automobilů.
- První vítězství v kategorii MotoGP získal po zranění v první polovině sezony Španěl Jorge Martín. Toto vítězství bylo zároveň vítěznou premiérou pro tým Pramac Racing.
- Remy Gardner vítězstvím v Britské GP dorovnal výkon Caseyho Stonera, když ve střední třídě Mistrovství světa (250 cm³ / Moto2) celkově popáté zvítězil.
- Raúl Fernández svým 7. vítězstvím ve své premiérové sezoně v Moto2 vyrovnal rekord Marca Márqueze z roku 2011, který rovněž zvítězil v 7 Velkých cenách.
- Fabio Quartararo se po GP provincie Emilia-Romagna stal historicky prvním Francouzem, který se stal mistrem světa kategorie MotoGP.
- Pedro Acosta se stal prvním jezdcem, který ve své nováčkovské sezoně získal titul mistra světa od sezony 1990, kdy se v kubatuře do 125 cm³ totéž povedlo Lorisi Capirossimu.

#### Jezdecké změny v průběhu sezony
- Po vynechaných dvou úvodních GP se při Velké ceně Portugalska na startovní rošt navrátil po dlouhodobém zranění osminásobný mistr světa (1× 125 cm³, 1× Moto2, 6× MotoGP), Marc Márquez.
- Po závažném pádu Jorgeho Martína v sobotním programu v rámci GP Portugalska bylo oznámeno, že cílem zraněného jezdce navrátit se při GP Itálie na konci května.  Pro GP Španělska a GP Francie byl nahrazen Titem Rabatem, pro GP Itálie Michelle Pirrem.
- Franco Morbidelli (Petronas Yamaha SRT / Yamaha) byl pro holandskou Tourist Trophy pro zranění nohy nahrazen Američanem Garrettem Gerloffem z WorldSBK (GRT Yamaha WorldSBK Team), pro kterého šlo o druhé účinkování v MotoGP, ale teprve první start v závodě (při GP Evropy 2020 nahradil v pátečním programu Valentina Rossiho, který čekal na výsledek PCR testu).
- V rámci Štýrské GP se představí dva závodníci, kteří ukončili kariéru závodníků MotoGP. Na divokou kartu pojede na stroji KTM Španěl Dani Pedrosa, a to poprvé od roku 2018. Návrat čeká také Brita Cala Crutchlowa, který byl jakožto testovací jezdec Yamahy povolán, aby nahradil při GP Štýrska, Rakouska a Spojeného království zraněného Itala Franca Morbidelliho v týmu Petronas Yamaha SRT po boku Valentina Rossiho. Crutchlow a Rossi tak utvoří nejstarší jezdecký tandem, který kdy v jednom týmu závodil (úhrnem 77 let).
- Maverick Viñales byl před startem programu GP Rakouska suspendován ze svého týmu (Monster Energy Yamaha MotoGP). Po zkoumání telemetrie v posledních kolech GP Štýrska bylo zjištěno, že úmyslně neřadil výše, než na čtvrtý rychlostní stupeň, a motor vytáčel až nad rámec omezovače, čímž podle vyjádření týmu ohrozil sám sebe, ostatní jezdce a v neposlední řadě mohl zničit svůj závodní speciál. Viñales se za své jednání omluvil s odkazem na frustraci, která pramenila z vleklých problémů s motocyklem. Nedlouho po svém vyhazovu od Yamahy se domluvil na spolupráci s Aprilií, se kterou podepsal smlouvu na zbytek sezony 2021 a sezonu 2022. V Aprilii nahradí Lorenza Savadoriho, který se vrátí zpět na pozici testovacího jezdce Aprilie.
- Cal Crutchlow, který participoval v obou rakouských Velkých cenách, se pro poslední ze svých tří závodů posunul do týmu tovární Yamahy po bok Fabia Quartarara. Do týmu Petronas byl jako náhradník za Franca Morbidelliho obsazen Jake Dixon.
- Poté, co byl od tovární Yamahy odejit Maverick Viñales, se do továrního týmu od GP San Marina posune po zranění se navrátivší Franco Morbidelli. Na místo po něm uvolněné se posune Andrea Dovozioso, která se vrací do seriálu MotoGP poté, co na konci sezony 2020 oznámil, že si od závodů chce dopřát roční pauzu. Dovizioso tak bude týmovým kolegou Valentina Rossiho v jeho závěrečné sezoně v MotoGP. Dovizioso podepsal smlouvu i na rok 2022. Pro GP Aragonu bude zraněný Morbidelli nahrazen znovu Britem Jakem Dixonem.

## Konečné výsledky českého zastoupení
Filip Salač se v kategorii Moto3 celkově klasifikoval se ziskem 71 bodů na 16. místě.